# 裂胡狼兽属
裂胡狼兽属（学名：Ekweeconfractus）为畸齿鬣兽科的一个属。

## 下属物种
本属包括以下物种：
- 坚石裂胡狼兽 Ekweeconfractus amorui Flink et al., 2021